# Vympel R-77
R-77 (NATO-beteckning AA-12 Adder) är en rysk jaktrobot som började utvecklas 1982 och togs i bruk i slutet av 80-talet. Den observerades först av väst 1992. 

## Varianter
- R-77 (RVV-AE) – Ursprunglig version.
- R-77PD (RVV-AE-PD) – Version med ramjetmotor och dubblerad räckvidd. (PD = Povysjenoj Dalnosti, ”ökad räckvidd”)
- R-77M – Moderniserad version med laserzonrör.
- R-77ME – Version med ramjetmotor och laserzonrör. (Energetitjeskaja)